# صندلی‌پران

این اخطاری است که در قسمت اتاقک خلبان تمام هواپیماها که از صندلی‌پران استفاده می‌کنند قرار داده می‌شود. این برچسب مخصوصاً برای خدمه نگهداری و خدمه مواقع اضطراری است.

صندلی‌پَران یا ایجکت (به انگلیسی: Ejection seat) سامانه‌ای است که صندلی هواپیما را با فرمان خلبان به بیرون از اتاقک خلبان پرتاب می‌کند.
این کار معمولاً برای نجات خلبان یا سایر سرنشینان یک هواپیما (معمولاً هواپیمای نظامی) در موقعیت اضطراری، انجام می‌شود. در بیشتر طراحی‌ها، انفجار ماده منفجره یا پیش‌رانش فضایی، صندلی خلبان را به بیرون پرتاب می‌کند. پس از پرتاب صندلی به خارج از هواپیما، خلبان یا خلبانان به وسیلهٔ چتر نجات فرود می‌آیند.

صندلی پرتاب به بیرون ACES II چند ثانیه پیش از برخورد هواپیما به زمین، عمل می‌کند.

به عمل پرتاب خلبان به بیرون از هواپیما با استفاده از صندلی‌پران، پرانش گفته می‌شود.

## ایمنی خلبان
هدف صندلی پرتاب به بیرون زنده نگاه داشتن خلبان است. خلبان تقریباً شتابی معادل ۱۰ تا ۱۲ برابر شتاب گرانشی (۱۱۷ تا ۱۳۷ متر بر مجذور ثانیه) تجربه می‌کند. صندلی‌های غربی معمولاً شتاب کمتری بر خلبان تحمیل می‌کنند. در دهه ۶۰ و ۷۰ میلادی، فناوری شوروی اغلب شتابی معادل ۲۰ تا ۲۲ برابر شتاب گرانشی ایجاد می‌کردند. شکستگی ستون مهره‌ها اثر جانبی این سیستم هاست.

## تاریخچه

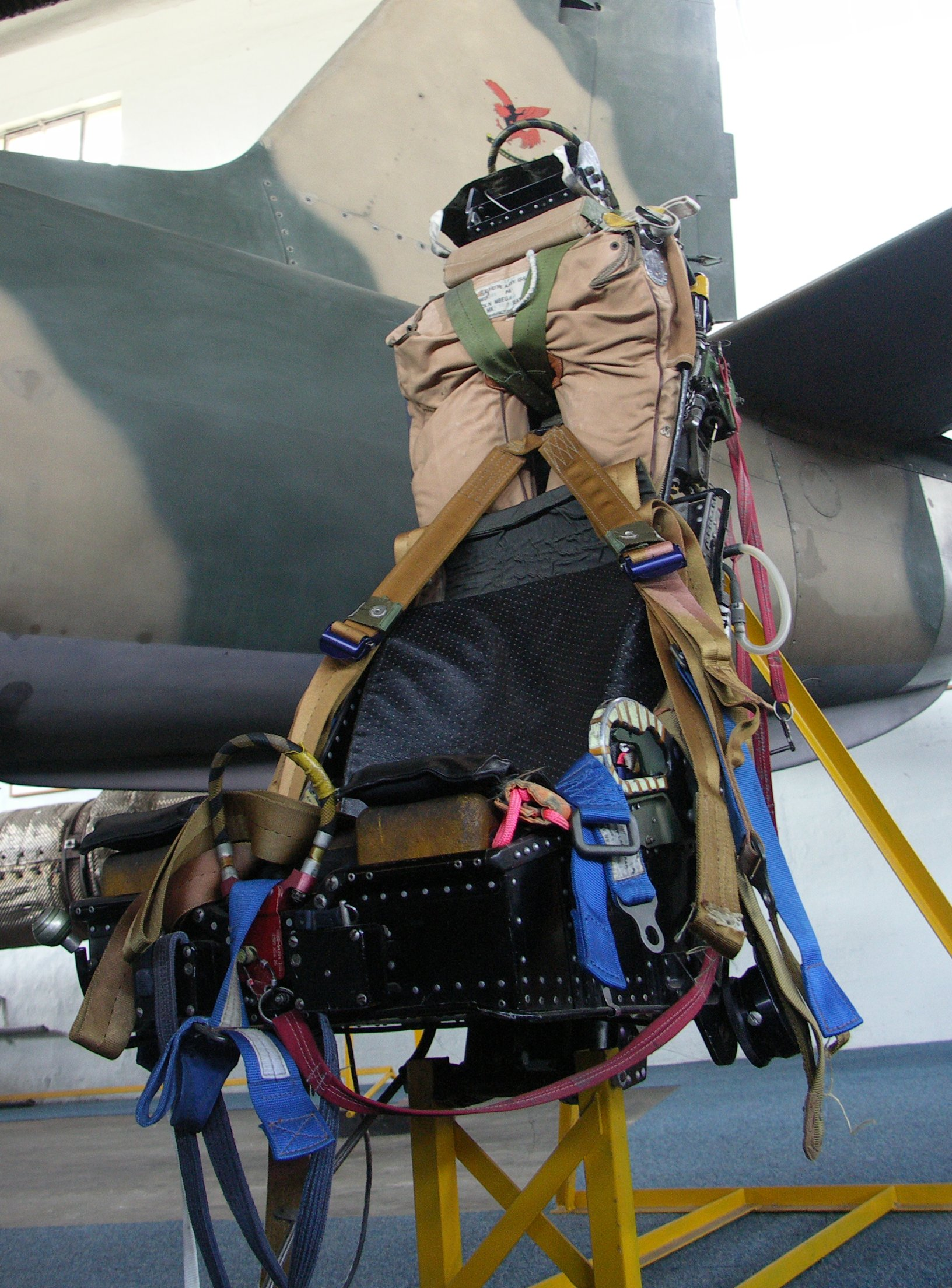
صندلی پران WY6AM شرکت مارتین - بیکر

سال ۱۹۱۰ یک فرار با کمک بانجی از یک هواگرد صورت گرفت. در سال ۱۹۱۶، ادوارد کالتروپ، یک مخترع چتر نجات، یک صندلی پران را که هوای فشرده را مورد استفاده قرار داده بود، به ثبت رسانید.
اولین صندلی‌های پران به‌طور آزادانه در طی جنگ جهانی دوم توس هینکل و SABB توسعه یافتند. مدل‌های اولیه توسط هوای فشرده نیرو می‌گرفتند.
پس از جنگ جهانی دوم، نیاز به چنین سیستم‌های صندلی پرتان افزایش یافت.
نیروی هوایی ایالات متحده تجربه‌ای بر روی سیستم‌های صندلی پران انجام دادند که کاری از جیمز مارتین و شرکت ایشان، شرکت مارتین - بیکر بود.